# Diócesis de Édéa
La diócesis de Édéa o de Edéa (en latín: Dioecesis Edeana y en francés: Diocèse de Édéa) es una circunscripción eclesiástica de la Iglesia católica en Camerún. Se trata de una diócesis latina, sufragánea de la arquidiócesis de Duala. Desde el 15 de octubre de 2004 su obispo es Jean-Bosco Ntep.

## Territorio y organización
La diócesis tiene 10 500 km² y extiende su jurisdicción sobre los fieles católicos de rito latino residentes en la región del Litoral en parte de los departamentos de Nkam y Sanaga-Maritime.
La sede de la diócesis se encuentra en la ciudad de Édéa, en donde se halla la Catedral del Sagrado Corazón.
En 2021 en la diócesis existían 39 parroquias.

## Historia
La diócesis fue erigida el 22 de marzo de 1993 con la bula Quo aptius consuleretur del papa Juan Pablo II, obteniendo el territorio de la arquidiócesis de Douala.

## Estadísticas
Según el Anuario Pontificio 2022 la diócesis tenía a fines de 2021 un total de 195 537 fieles bautizados.
| Año                                                                             | Población            | Población | Población      | Sacerdotes | Sacerdotes    | Sacerdotes    | Bautizados por sacerdote | Diáconos permanentes | Religiosos | Religiosos | Parroquias |
| Año                                                                             | Bautizados católicos | Total     | % de católicos | Total      | Clero secular | Clero regular | Bautizados por sacerdote | Diáconos permanentes | Varones    | Mujeres    | Parroquias |
| ------------------------------------------------------------------------------- | -------------------- | --------- | -------------- | ---------- | ------------- | ------------- | ------------------------ | -------------------- | ---------- | ---------- | ---------- |
| 1999                                                                            | 143 802              | 255 000   | 56.4           | 27         | 27            |               | 5326                     | 4                    |            | 36         | 25         |
| 2000                                                                            | 143 802              | 255 000   | 56.4           | 35         | 35            |               | 4108                     | 3                    |            | 38         | 26         |
| 2001                                                                            | 144 561              | 255 000   | 56.7           | 40         | 37            | 3             | 3614                     | 3                    | 3          | 35         | 27         |
| 2002                                                                            | 144 561              | 255 000   | 56.7           | 44         | 41            | 3             | 3285                     | 3                    | 3          | 32         | 27         |
| 2003                                                                            | 145 043              | 255 000   | 56.9           | 37         | 34            | 3             | 3920                     | 3                    | 3          | 36         | 27         |
| 2004                                                                            | 145 043              | 255 000   | 56.9           | 40         | 37            | 3             | 3626                     | 3                    | 3          | 40         | 30         |
| 2006                                                                            | 145 815              | 255 815   | 57.0           | 38         | 35            | 3             | 3837                     | 3                    | 7          | 38         | 30         |
| 2013                                                                            | 147 000              | 255 815   | 57.5           | 63         | 61            | 2             | 2333                     | 2                    | 4          | 49         | 35         |
| 2016                                                                            | 156 501              | 256 675   | 61.0           | 73         | 71            | 2             | 2143                     | 2                    | 3          | 36         | 36         |
| 2019                                                                            | 194 115              | 300 000   | 64.7           | 82         | 80            | 2             | 2367                     | 1                    | 3          | 37         | 39         |
| 2021                                                                            | 195 537              | 315 380   | 62.0           | 101        | 98            | 3             | 1936                     |                      | 3          | 37         | 39         |
| Fuente: Catholic-Hierarchy, que a su vez toma los datos del Anuario Pontificio. |                      |           |                |            |               |               |                          |                      |            |            |            |

## Episcopologio
- Simon-Victor Tonyé Bakot (22 de marzo de 1993-18 de octubre de 2003 nombrado arzobispo de Yaoundé)
- Jean-Bosco Ntep, desde el 15 de octubre de 2004